# Mietvilla Horst-Viedt-Straße 1 (Radebeul)
Die Mietvilla Horst-Viedt-Straße 1 liegt im Stadtteil Niederlößnitz der sächsischen Stadt Radebeul, an der Ecke zur Heinrich-Zille-Straße. Heute befindet sich in dem um 1900 errichteten Wohnhaus der Waldorfkindergarten Radebeul ebenso wie der Vereinssitz des Vereins zur Pflege der Waldorfpädagogik Radebeul.

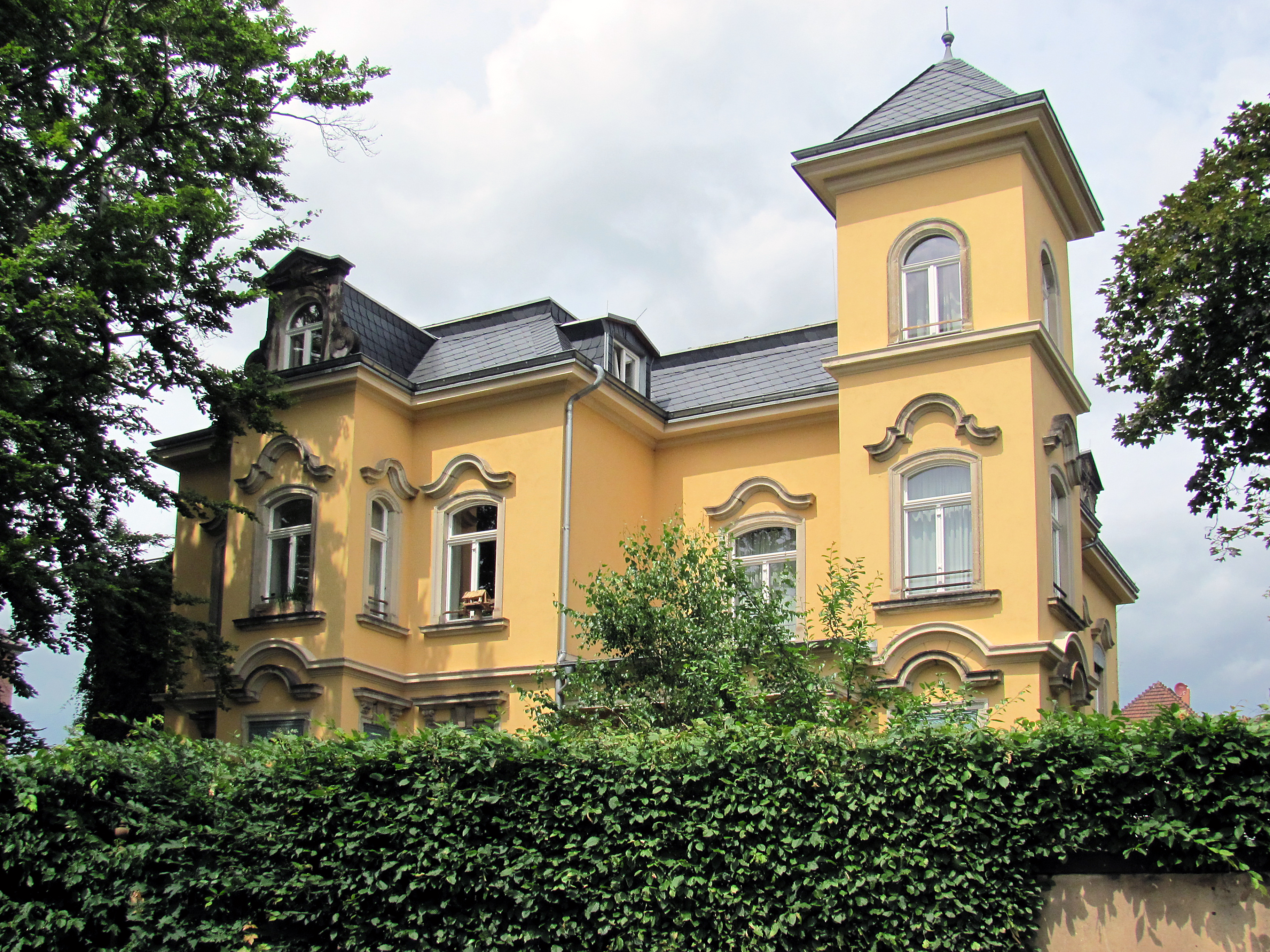
Horst-Viedt-Straße 1, von der Heinrich-Zille-Straße aus. Rechts im Hintergrund ist das Dach der Villa Lina zu sehen.

Unter dem damals falsch geschriebenen Straßennamen Horst-Vieth-Straße 1 stand das Gebäude schon zu DDR-Zeiten ab 1979 als sogenanntes „Denkmal der Architektur“ unter Denkmalschutz.

## Beschreibung

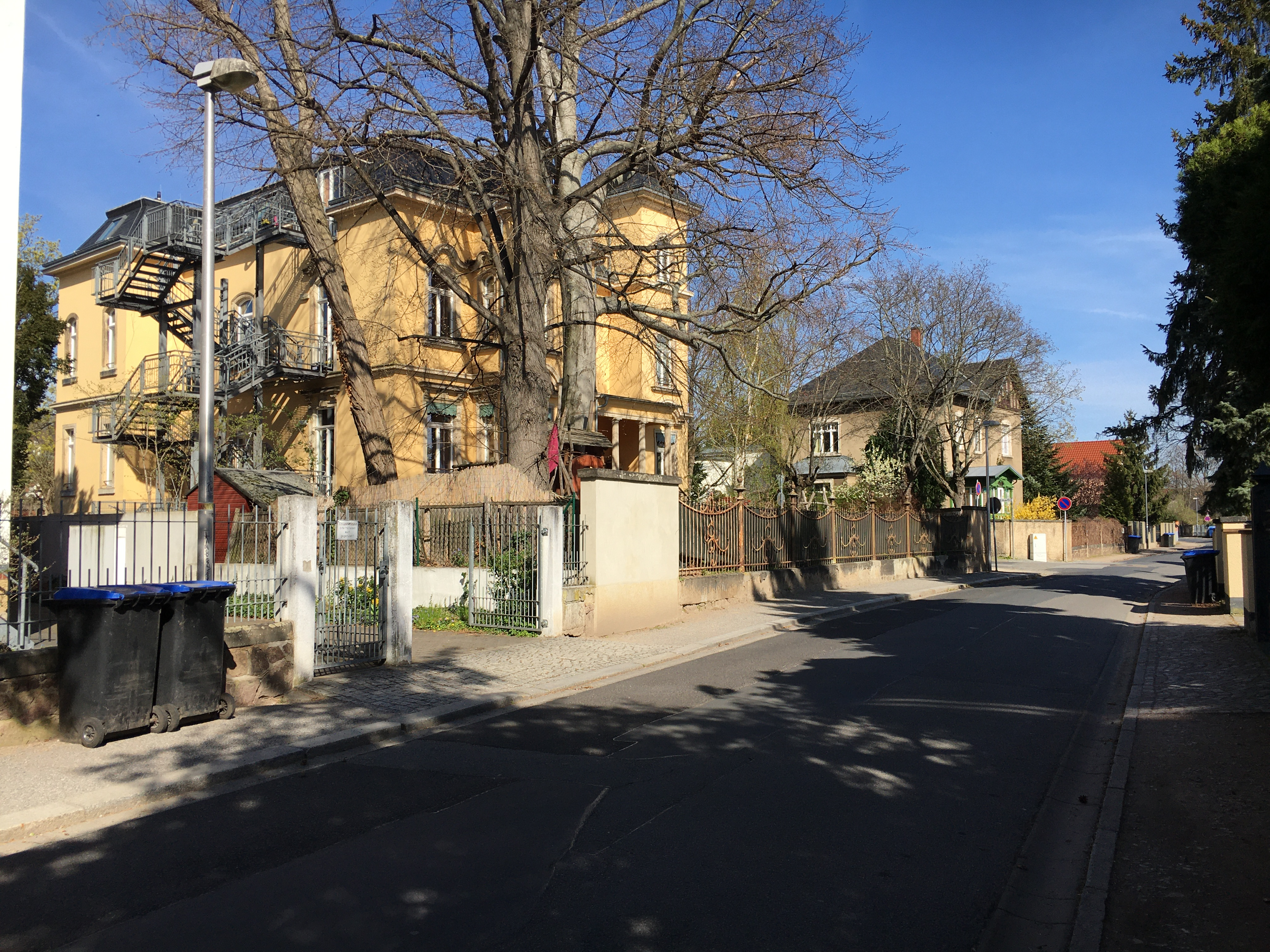
Blick auf die moderne Fluchttreppe; hinter der Kreuzung: Villa Marie Miersch

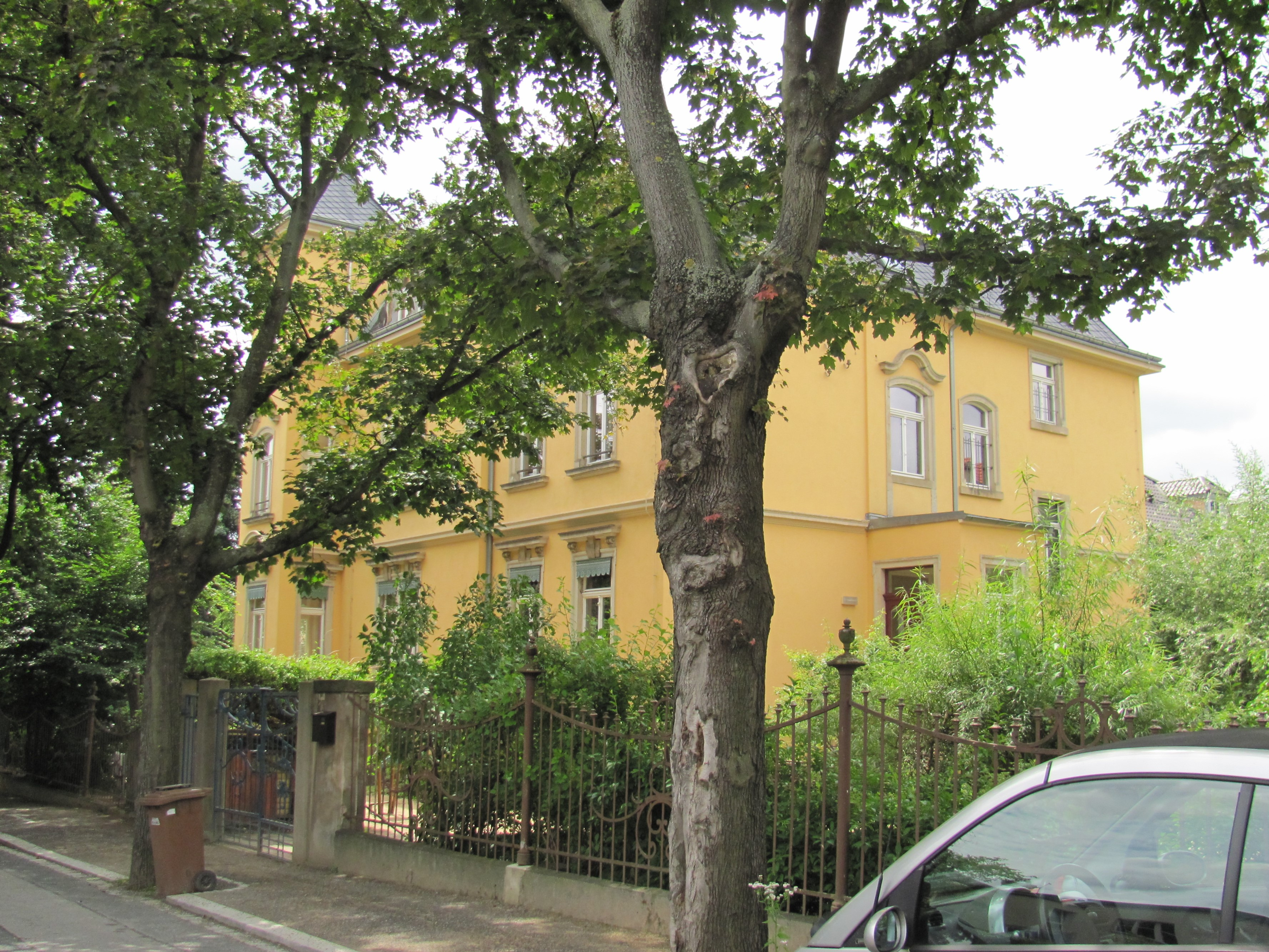
Eingang zum Kindergartengrundstück von der Horst-Viedt-Straße aus

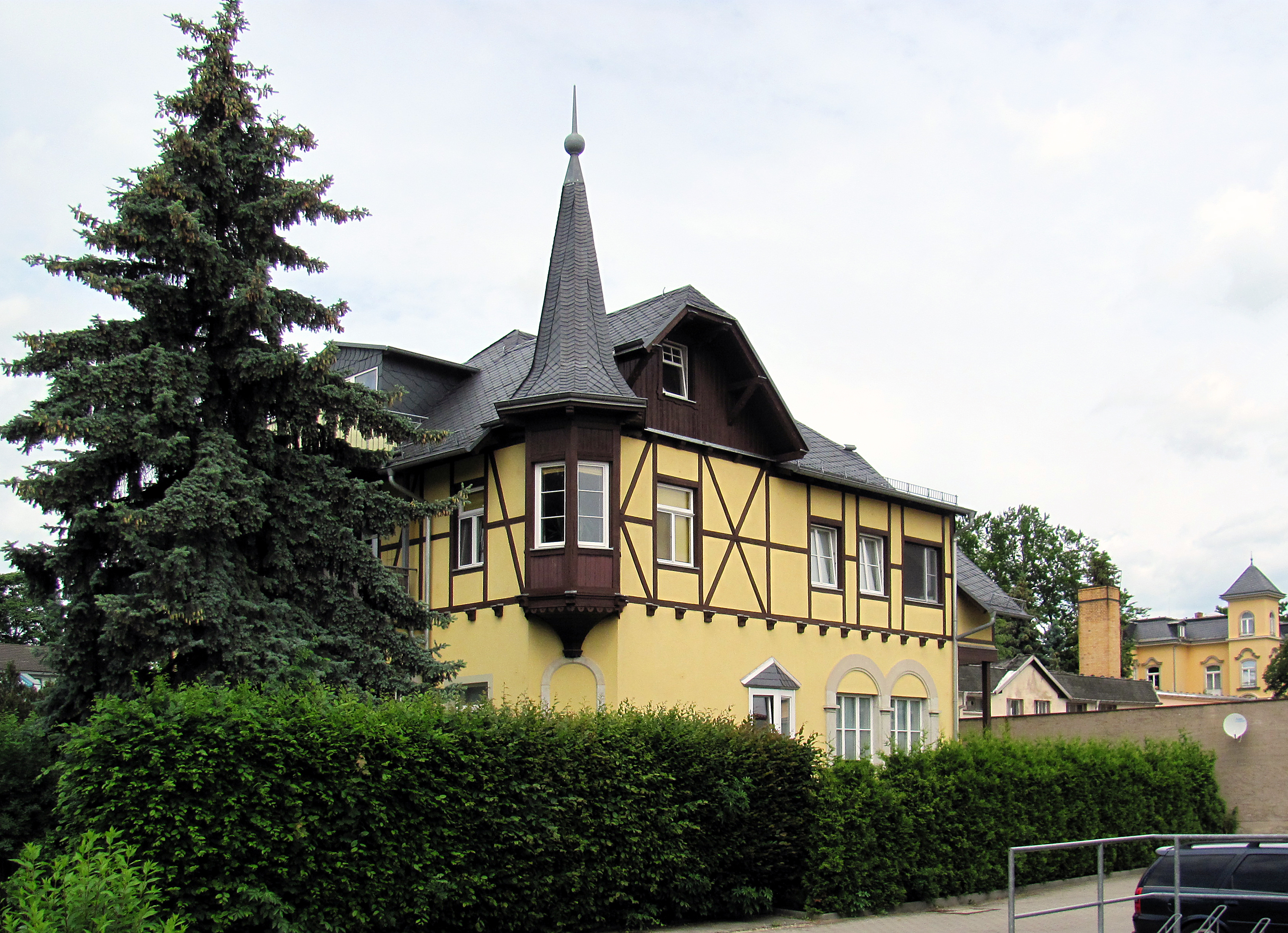
Der Turm der Horst-Viedt-Straße 1 ist weithin sichtbar, hier an der Villa Sonnblick (Meißner Straße) vorbei

Die mitsamt Einfriedung denkmalgeschützte ehemalige Mietvilla steht auf dem nordwestlichen Eckgrundstück am Beginn der nach Norden verlaufenden Horst-Viedt-Straße, dort wo sie von der Heinrich-Zille-Straße abgeht. Gegenüber auf dem nordöstlichen Grundstück steht die denkmalgeschützte Villa Marie Miersch. Dort gegenüber auf der Südseite der Heinrich-Zille-Straße steht das Landhaus Heinrich-Zille-Straße 61.
Der rechteckige zweigeschossige Bau steht mit der längeren Front zur Horst-Viedt-Straße. Die Ecke zur Kreuzung hin wird durch einen hervorstehenden dreigeschossigen Turm mit Zeltdach betont. Nach Norden schließt sich eine breite Fensterachse mit Koppelfenstern an, dann folgen zwei normale Fensterachsen. Mittig in der nördlichen Seitenansicht steht der massive eingeschossige Eingangsvorbau. Weiter nach Norden erstreckt sich der ehemalige Garten des Grundstücks, heute zum Spielen genutzt.
An der Heinrich-Zille-Straße präsentiert die Schaufront links des Turms sowie einer scheinbar zurückgelegenen Fensterachse (des eigentlichen rechteckigen Baukörpers) einen dreiachsigen Seitenrisalit mit einachsigem Vorbau und Lukarne im Dach. Vor der Rücklage steht im Erdgeschoss eine massive Veranda mit Halbsäulen. In der Seitenansicht nach Westen steht hinten ein Seitenrisalit, während vorn an der Straße eine moderne zweigeschossige Fluchttreppe als zweiter Ausgang aufgeständert ist.
Das ausgebaute Plattformdach ist schiefergedeckt. Der reduzierte Putzbau im Stil des Historismus weist Geschossgesimse einschließlich eines vorkragenden Dachgesimses auf. Die Rechteckfenster im Erdgeschoss mit blechernen Außenschabracken und die Segmentbogenfenster im Obergeschoss sind von Sandsteingewänden eingefasst. Darunter sitzen gerade Brüstungen, darüber geschwungene barockisierende Verdachungen.
Die Einfriedung ist ein barockisierender Eisenzaun zwischen Eisenpfosten auf Sandsteinsockeln.

## Geschichte
Oberstleutnant z. D. Karl (Carl Emil) Tiedemann (1839–1913) plante ab 1907, sein ab 1900 bewohntes Wohnhaus in der damaligen Südstraße 1 (heute Horst-Viedt-Straße 1) an die Gemeinde Niederlößnitz im Rahmen einer „Stiftung für bedürftige Töchter von Offizieren der sächsischen und preußischen Armee zur Unterbringung von Witwen und Waisen gegen mäßige Miete“ zu vererben. Seine Witwe Hedwig Tiedemann geb. Todt (1854–1943) legte in ihrem Testament von 1942 fest, dass nach ihrem Tod die Villa zur Erfüllung des vorgenannten Stiftungszwecks an die Stadt Radebeul übertragen werden solle. Die Stadt übernahm 1943 das Haus als Sondervermögen Tiedemannsches Vermächtnis mit einem geschätzten Sachwert von 55.000 Reichsmark.
Nach dem Zweiten Weltkrieg wurde Anfang 1946 der nicht mehr zeitgemäße Stiftungszweck von der Stadt dahingehend geändert, dass der Erlös aus dem Mieteinnahmen des Wohnhauses für die Berufsausbildung von Waisenkindern genutzt werden sollte. Nachdem Ende der 1940er Jahre das Tiedemannsche Vermächtnis in die Sammelstiftung der Stadt Radebeul überführt worden war, nutzte die Stadt ab 1949 das Gebäude für eine städtische Kindertagesstätte.
Seit 1991 betreibt der im selben Jahr gegründete Verein zur Pflege der Waldorfpädagogik Radebeul dort eine Kindertagesstätte. Nach zuerst zwölf Kindern im Kindergartenalter wurde im Jahr 1996 eine erste Kleinkindgruppe („Wiegestube“) für sechs Kleinkinder im Alter von 1 bis 3 Jahren als Modellprojekt eingerichtet. Bis dahin gab es in der Waldorfpädagogik deutschlandweit keine Krippenerziehung.
In Folge eines Schwelbrandes im November 1999 brannte das erste Obergeschoss vollständig aus, während das Erdgeschoss durch Wasserschaden nahezu unbrauchbar wurde. Nach erfolgreicher Wiedereröffnung im Jahr 2000 wurden 2004 weitere Umbauarbeiten vorgenommen, unter anderem durch den Ausbau des Dachgeschosses. Zudem konnte der Waldorfpädagogik-Verein das Haus in Erbbaurecht übernehmen.
Im Jahr 2021 wurden in den zwei „Wiegestuben“ und vier altersgemischten Kindergartengruppen 75 Kinder betreut.